# رونالد بيلامي
رونالد بيلامي (بالإنجليزية: Ronald Bellamy)‏ هو لاعب كرة قدم أمريكية أمريكي، ولد في 28 ديسمبر 1981 في نيو أورلينز في الولايات المتحدة.

## وصلات خارجية
- رونالد بيلامي على موقع مرجع كرة القدم المحترفة.كوم (الإنجليزية)